# Macrosiphoniella erigeronis
Macrosiphoniella erigeronis är en insektsart. Macrosiphoniella erigeronis ingår i släktet Macrosiphoniella och familjen långrörsbladlöss. Inga underarter finns listade i Catalogue of Life.